# Macrosiphoniella annulata
Macrosiphoniella annulata är en insektsart. Macrosiphoniella annulata ingår i släktet Macrosiphoniella och familjen långrörsbladlöss. Inga underarter finns listade i Catalogue of Life.